# Shaun Stafford
Shaun Stafford (Ocala, 13 december 1968) is een voormalig tennisspeelster uit de Verenigde Staten. Stafford speelt rechtshandig en heeft een tweehandige backhand. Ze verhuisde op 11-jarige leeftijd met haar gezin vanuit haar geboorteplaats Ocala (Florida) naar Gainesville (Florida). In 1986 ging zij studeren aan de Universiteit van Florida, waar zij in 1988 de nationaal kampioen enkelspel werd in het college-tennis (georganiseerd door het NCAA), waar zij een jaar eerder de finale had verloren van Patty Fendick. Zij was actief in het proftennis van 1987 tot en met 1996.

## Loopbaan

### Enkelspel
Stafford debuteerde in 1987 op het ITF-toernooi van Key Biscayne (VS) – hier veroverde zij haar eerste titel, door landgenote Cheryl Jones te verslaan. Bij haar tweede ITF-deelname, enkele maanden later eveneens in Key Biscayne, ging zij weer met de titel naar huis, dit keer ten koste van landgenote Tammy Whittington. Twee weken later, bij haar derde ITF-toernooi, in Augusta (VS), bereikte zij wel de finale maar verloor van de Poolse Renata Baranski. In totaal won zij zes ITF-titels, de laatste in 1989 in Midland (VS).
Al in 1987 had Stafford deelgenomen aan een grandslamtoernooi, op het US Open. In 1988 speelde Stafford voor het eerst op een WTA-hoofdtoernooi, op het Tier II-toernooi van Amelia Island. Zij bereikte er de tweede ronde. Op het WTA-toernooi van Genève in 1989 beleefde zij haar mooiste overwinning: tijdens de eerste ronde versloeg zij Wit-Russin Natallja Zverava, op dat moment nummer vijf van de wereld. Stafford stond in 1992 eenmaal in een WTA-finale, op het toernooi van Taipei – hier veroverde zij haar enige WTA-enkelspeltitel, door landgenote Ann Grossman te verslaan.
Haar beste resultaat op de grandslamtoernooien is het bereiken van de vierde ronde, op Roland Garros 1994. Haar hoogste notering op de WTA-ranglijst is de 48e plaats, die zij bereikte in januari 1990.

### Dubbelspel
Stafford behaalde in het dubbelspel iets betere resultaten dan in het enkelspel. Zij debuteerde in 1987 op het ITF-toernooi van Key Biscayne (VS), samen met landgenote Jennifer Santrock – zij bereikten er de halve finale. Zij stond in 1988 voor het eerst in een finale, op het ITF-toernooi van Corpus Christi (VS), samen met landgenote Eleni Rossides – hier veroverde zij haar enige ITF-dubbelspeltitel, door het duo Nana Miyagi en Vincenza Procacci te verslaan.
In 1988 speelde Stafford voor het eerst op een WTA-hoofdtoernooi, op het Tier II-toernooi van Amelia Island, samen met landgenote Halle Cioffi. Zij bereikten er de kwartfinale. In 1989 nam zij voor het eerst deel aan een grandslamtoernooi, op Roland Garros, met landgenote Elly Hakami aan haar zijde. Stafford stond in 1993 voor het eerst in een WTA-finale, op het toernooi van Melbourne, samen met landgenote Cammy MacGregor – zij verloren van het koppel Nicole Provis en Nathalie Tauziat. Later dat jaar veroverde Stafford haar enige WTA-dubbelspeltitel, op het toernooi van Straatsburg, samen met de Hongaarse Andrea Temesvári, door het duo Jill Hetherington en Kathy Rinaldi te verslaan. In het jaar erop, 1994, speelde Stafford uitsluitend samen met Hetherington – aan het einde van dat tennisseizoen kwalificeerde dit team zich voor het eindejaarskampioenschap in New York.
Haar beste resultaat op de grandslamtoernooien is het bereiken van de kwartfinale, op het Australian Open 1994 samen met de Canadese Jill Hetherington. Haar hoogste notering op de WTA-ranglijst is de 33e plaats, die zij bereikte in mei 1994.

#### Gemengd dubbelspel
Stafford nam negentien keer deel aan het gemengd dubbelspel op de grandslamtoernooien, waarbij zij nooit voorbij de tweede ronde kwam. De laatste drie keer (in 1995) speelde zij samen met landgenoot Jack Waite – met hem nam zij bovendien deel aan de Pan-Amerikaanse Spelen 1995 in Mar del Plata (Argentinië), waar zij de gouden medaille wonnen.

## Na de carrière als beroepstennisser
Stafford speelde haar laatste partijen in mei 1996 op Roland Garros – daarbij stuurde zij, met de Australische Kristine Radford aan haar zijde, het koppel Nana Miyagi en Stephanie Reece met een double bagel naar huis. In juli van dat jaar trad zij in het huwelijk met Michael Beckish, arts – zij wonen in Williamston (South Carolina), een plaatsje 30 km ten zuiden van Greenville. In 1997/98 begeleidde zij het vrouwentennisteam van de Duke Blue Devils in Durham (North Carolina).

## Palmares
| Legenda                |
| ---------------------- |
| Grandslamtoernooi      |
| Olympische Spelen      |
| Year-End Championships |
| Tier I                 |
| Tier II                |
| Tier III               |
| Tier IV & V            |

### WTA-finaleplaatsen enkelspel
| nr.              | finale     | toernooi   | ondergrond | tegenstandster | score    |
| ---------------- | ---------- | ---------- | ---------- | -------------- | -------- |
| gewonnen finales |            |            |            |                |          |
| 1.               | 1992-10-04 | WTA Taipei | hardcourt  | Ann Grossman   | 6-1, 6-3 |
| verloren finales |            |            |            |                |          |
| geen             |            |            |            |                |          |

### WTA-finaleplaatsen vrouwendubbelspel
| nr.              | finale     | toernooi        | ondergrond | partner          | tegenstandsters                 | score         |
| ---------------- | ---------- | --------------- | ---------- | ---------------- | ------------------------------- | ------------- |
| gewonnen finales |            |                 |            |                  |                                 |               |
| 1.               | 1993-05-23 | WTA Straatsburg | gravel     | Andrea Temesvári | Jill Hetherington Kathy Rinaldi | 6-7, 6-3, 6-4 |
| verloren finales |            |                 |            |                  |                                 |               |
| 1.               | 1993-01-16 | WTA Melbourne   | hardcourt  | Cammy MacGregor  | Nicole Provis Nathalie Tauziat  | 6-1, 3-6, 3-6 |

### Gewonnen ITF-toernooien enkelspel
| nr. | finale     | toernooi       | dotatie | ondergrond | tegenstandster in finale | score     |
| --- | ---------- | -------------- | ------- | ---------- | ------------------------ | --------- |
| 1.  | 1987-01-18 | Key Biscayne   | $10.000 | hardcourt  | Cheryl Jones             | 6-2, 7-5  |
| 2.  | 1987-06-14 | Key Biscayne   | $10.000 | hardcourt  | Tammy Whittington        | 7-5, 6-3  |
| 3.  | 1987-08-02 | Chatham        | $10.000 | hardcourt  | Andrea Leand             | 7-5, 6-2  |
| 4.  | 1987-08-09 | Lebanon        | $10.000 | hardcourt  | Katrina Adams            | 6-3, 6-1  |
| 5.  | 1988-10-09 | Corpus Christi | $25.000 | hardcourt  | Martina Pawlik           | 6-3, opg. |
| 6.  | 1989-02-12 | Midland        | $25.000 | hardcourt  | Meredith McGrath         | 6-3, 6-3  |

### Gewonnen ITF-toernooien dubbelspel
| nr. | finale     | toernooi       | dotatie | ondergrond | partner        | tegenstandsters in finale     | score         |
| --- | ---------- | -------------- | ------- | ---------- | -------------- | ----------------------------- | ------------- |
| 1.  | 1988-10-09 | Corpus Christi | $25.000 | hardcourt  | Eleni Rossides | Nana Miyagi Vincenza Procacci | 6-3, 3-6, 7-5 |

## Resultaten grandslamtoernooien
| Legenda | Legenda                          |
| ------- | -------------------------------- |
| g.t.    | geen toernooi gehouden           |
| l.c.    | lagere categorie                 |
| –       | niet deelgenomen                 |
| G       | uitgeschakeld in de groepsfase   |
| 1R      | uitgeschakeld in de eerste ronde |
| 2R      | uitgeschakeld in de tweede ronde |
| 3R      | uitgeschakeld in de derde ronde  |
| 4R      | uitgeschakeld in de vierde ronde |
| KF      | uitgeschakeld in de kwartfinale  |
| HF      | uitgeschakeld in de halve finale |
| F       | de finale verloren               |
| W       | het toernooi gewonnen            |
| w-v     | winst/verlies-balans             |

### Enkelspel
| toernooi        | 1987 | 1988 | 1989 | 1990 | 1991 | 1992 | 1993 | 1994 | 1995 | 1996 | w-v |
| --------------- | ---- | ---- | ---- | ---- | ---- | ---- | ---- | ---- | ---- | ---- | --- |
| Australian Open | –    | –    | –    | 1R   | 3R   | 1R   | 2R   | 1R   | 2R   | 1R   | 4-7 |
| Roland Garros   | –    | –    | 2R   | 1R   | 3R   | 2R   | 2R   | 4R   | 1R   | 1R   | 8-8 |
| Wimbledon       | –    | 1R   | 3R   | 1R   | 1R   | –    | 3R   | 1R   | 3R   | –    | 6-7 |
| US Open         | 1R   | –    | 3R   | 3R   | 2R   | 1R   | 2R   | 3R   | 1R   | –    | 8-8 |

### Vrouwendubbelspel
| toernooi        | 1989 | 1990 | 1991 | 1992 | 1993 | 1994 | 1995 | 1996 | w-v |
| --------------- | ---- | ---- | ---- | ---- | ---- | ---- | ---- | ---- | --- |
| Australian Open | –    | 1R   | 1R   | 2R   | 2R   | KF   | 3R   | 1R   | 7-7 |
| Roland Garros   | 1R   | 2R   | 2R   | 1R   | 3R   | 1R   | 1R   | 2R   | 5-8 |
| Wimbledon       | 2R   | –    | 3R   | 1R   | 2R   | 2R   | 2R   | –    | 6-6 |
| US Open         | 1R   | 1R   | 2R   | 1R   | 2R   | 1R   | 1R   | –    | 2-7 |

### Gemengd dubbelspel
| toernooi        | 1988 | 1989 | 1990 | 1991 | 1992 | 1993 | 1994 | 1995 | w-v |
| --------------- | ---- | ---- | ---- | ---- | ---- | ---- | ---- | ---- | --- |
| Australian Open | –    | –    | 1R   | –    | 1R   | –    | –    | 1R   | 0-1 |
| Roland Garros   | –    | 2R   | 2R   | 2R   | 1R   | 1R   | 2R   | 2R   | 5-7 |
| Wimbledon       | 1R   | –    | 2R   | 1R   | 1R   | 1R   | 1R   | 1R   | 1-7 |
| US Open         | –    | –    | –    | –    | –    | –    | 2R   | 1R   | 1-2 |